# Anna Sen
Anna Sergueïevna Sen (russe : Анна Сергеевна Сень), née le 3 décembre 1990 à Krasnodar, est une joueuse internationale russe de handball.
Au poste d'arrière gauche, elle joue pour le club russe de Rostov-Don et en équipe nationale russe. Elle participe notamment aux Jeux olympiques 2016.

## Palmarès
compétitions internationales
- vainqueur de la coupe EHF en 2017 (avec Rostov-Don)
- finaliste de la Ligue des champions en 2019 (avec Rostov-Don)

compétitions nationales
- championne de Russie en 2017, 2018, 2019, 2020 (avec Rostov-Don)
- vainqueur de la coupe de Russie en 2017, 2018, 2019, 2020, 2021 (avec Rostov-Don)
- vainqueur de la coupe de Hongrie en 2015 (avec Győri ETO KC)

### Sélection nationale
Jeux olympiques
- médaillée d'or aux Jeux olympiques 2016
- Médaille d'argent aux Jeux olympiques de 2020 à Tokyo

championnats du monde
- médaillée de bronze au championnat du monde 2019
- 5e place au championnat du monde 2015

championnats d'Europe
- finaliste du championnat d'Europe 2018
- 6e place au championnat d'Europe 2012
- 14e place au championnat d'Europe 2014

autres
- troisième du championnat d'Europe junior en 2009[1]